# Корр, Ида
И́да Корр (англ. Ida Corr; род. 14 марта 1977, Орхус, Дания) — датская певица гамбийского происхождения. Родилась в городе Орхус, где и начала свою карьеру.

## Биография
Ида Корр родилась в городе Орхус, Дания. В возрасте шести лет она уже сочиняла музыку, в девять — всерьёз занималась вокалом, а в одиннадцать выиграла престижную национальную датскую премию за выдающиеся успехи в музыкальной сфере среди подростков. После премии её известность в Дании стала расти, и к шестнадцати годам она уже выступала бэк-вокалом у многих датских звезд.
Параллельно Ида работала над собственным материалом в основном в стиле R&B и soul, выступая в качестве вокалиста и автора.
После успеха в родной стране её заметил один из выдающихся диджеев и деятелей мировой клубной сцены Федде Ле Гранд (Fedde Le Grand). Их совместная работа Let Me Think About It послужила началом карьеры, её второй альбом Robo Soul обрел статус золотого. В 2009 году Ида выпустила свой третий альбом под названием One, в который вошли её самые известные работы, и постоянно гастролирует по миру. Одно из самых известных её выступлений — на Sensation White в Амстердаме, где Ида была признана хедлайнером. Следующий по значимости её концерт пройдет в Soho Rooms.

## История альбомов
До недавнего времени певица была мало известна за пределами Дании. В 2005 году она выпустила свой первый альбом, который назвала «StreetDiva». 12 песен в стиле urban, в том числе несколько хитов для проигрывания на датских радиостанциях. Второй альбом, под названием «Robosoul» Ida Corr выпустила 11 октября 2006 года, и именно на нём оказалась композиция «Let Me Think About It».
Она была выпущена в качестве сингла в мае 2007 года с ремиксами от Fedde Le Grand, его старого верного партнера Funkerman и Gregor Salto & DJ Madskilz. И именно версия от Fedde Le Grand, также как в случае с «The Creeps» от Camille Jones стали играть все крупные диджеи и танцевальные медиа. Сам Pete Tong обозвал его «Essential New Tune» и пророчит ему светлое будущее на протяжении всего лета, так что в успехе этого нового хита сомневаться не стоит. Fedde Le Grand в очередной раз показал, какой он талантливый артист, а уже совсем скоро ожидается выход его дебютного альбома, полного новых свежих хитов.
7 июля 2007 в рамках международного концертного марафона Live Earth, в 07.07 утра из Амстердама по всей Голландии, прозвучала специальная песня «Mirror 07-07-07», созданная специально для этого случая. А затем, под вечер, парочка отправилась на Sensation White в Амстердам Арену, где вживую исполняла «Let Me Think About It».

## Дискография
Дискография Иды Корр, как певицы и композитора, состоит из трех альбомов и одного сборника. В 2002 году она выпустила альбом Li-Мар, который был очень популярен на датском телевидении, в шоу Веннер для Ливе («Друзья навсегда»).

### Студийные альбомы
| Год  | Album details                                                                   |
| ---- | ------------------------------------------------------------------------------- |
| 2005 | Streetdiva - Дата выхода: 18 апреля 2005 - Лейбл: Kick Music - Формат: CD       |
| 2006 | Robosoul - Дата выхода: 11 октября 2006 - Лейбл: Kick Music - Формат: CD        |
| 2009 | Under the Sun - Дата выхода: 31 августа 2009 - Лейбл: Lifted House - Формат: CD |

### Сборники
| Дата | Детали                                                              |
| ---- | ------------------------------------------------------------------- |
| 2008 | One - Дата выхода: 17 марта 2007 - Лейбл: Lifted House - Формат: CD |

### Альбомы с группами
| Дата | Детали |
| ---- | --- |
| 2002 | Sha Li Mar (Sha Li Mar) - Дата выхода: 11 ноября 2002 - Лейбл: CMC Records - Формат: CD                             |
| 2008 | SugaRush Beat Company (SugaRush Beat Company) - Дата выхода: 29 сентября 2008 - Лейбл: RCA Label Group - Формат: CD |

### В качестве основы
| Дата | Сингл                                      | Альбом        |
| ---- | ------------------------------------------ | ------------- |
| 2004 | «U Make Me Wanna» (с Ataf Khawaja)         | Streetdiva    |
| 2005 | «Make Them Beg» (с Al Agami)               | Streetdiva    |
| 2005 | «Country Girl»                             | Streetdiva    |
| 2006 | «Lonely Girl»                              | Robosoul      |
| 2006 | «Late Night Bimbo» (с Bow Hunt)            | Robosoul      |
| 2007 | «Let Me Think About It» (с Федди Ле Гранд) | Robosoul      |
| 2008 | «Ride My Tempo»                            | One           |
| 2009 | «Time»                                     | Under the Sun |
| 2009 | «I Want You»                               | Under the Sun |
| 2009 | «Under the Sun» (с Шэгги)                  | Under the Sun |

### С кем-либо
| Дата | Сингл                                    | Альбом           |
| ---- | ---------------------------------------- | ---------------- |
| 2004 | «I Put My Faith In You» (с Morten Trust) | non-album single |
| 2007 | «Mirror 07-07-07» (с Федди Ле Гранд)     | non-album single |
| 2008 | «African Jewel» (с Kuku Agami)           | Closure          |
| 2009 | «Illusion» (с Саймоном Мэтью)            | non-album single |
| 2010 | «My Friend» (с Global Deejays)           | non-album single |

### В рамках группы
| Дата | Сингл                                      | Альбом                |
| ---- | ------------------------------------------ | --------------------- |
| 2008 | «L-O-V-E» (SugaRush Beat Company)          | SugaRush Beat Company |
| 2008 | «They Said I Said» (SugaRush Beat Company) | SugaRush Beat Company |
| 2009 | «Love Breed» (SugaRush Beat Company)       | SugaRush Beat Company |

## Клипы
| Дата | Название                                      | Режиссёр(ы)               | Примечания                                                   |
| ---- | --------------------------------------------- | ------------------------- | ------------------------------------------------------------ |
| 2006 | «Lonely Girl»                                 | Malte Pedersson           |                                                              |
| 2007 | «Let Me Think About It»                       | Marcus Adams              | Uses «Let Me Think About It» (Fedde Le Grand Radio редактор) |
| 2008 | «L-O-V-E» (SugaRush Beat Company)             | Dan Hartney               |                                                              |
| 2008 | «They Said I Said» (SugaRush Beat Company)    | Dan Hartney               |                                                              |
| 2009 | «Ride My Tempo»                               | Mike Larsen               |                                                              |
| 2009 | «I Want You»                                  | Peter Stenbæk             | Uses «I Want You» (Jason Gault Edit)                         |
| 2009 | «Illusion» (Simon Mathew and Ida Corr)        | Din Mor                   |                                                              |
| 2010 | «Skrøbeligt Fundament» (Støt Haiti All Stars) | Michael Sauer Christensen |                                                              |

## Все песни Иды
| Streetdiva (2005)  | One CD1 (2008)        |
| ------------------ | --------------------- |
| Mad                | Ride My Tempo         |
| Country Girl       | Late Night Bimbo      |
| Could This Be Love | U Make Me Wanna       |
| Hang Over Time     | Lonely Girl           |
| Make Them Beg      | Make Them Beg         |
| Party              | Let Me Think About It |
| U make Me Wanna    | Do u Believe          |
| King Of Misery     | Country Girl          |
| Hey U              | Mad                   |
| Mr. Jb             | Hurry Up And Wait     |
| Quiet              | I’m Your Lady         |
| Lullaby            | Mr. Jb                |
|                    | Man For Me            |
|                    | Hangover Time         |
|                    | U                     |

## Альбомы
- Streetdiva (2005)
- Robosoul (2006)
- Under the Sun (2009)

Сборники
- One (2008)